# Сары-Кашка
Сары-Кашка (кирг. Сары-Кашка) — село в Аксыйском районе Джалал-Абадской области Кыргызстана. Входит в состав Мавляновского айылного аймака.

## География
Село расположено в южной части области, на левом берегу реки Куюр-Сай, на расстоянии приблизительно 12 километров (по прямой) к юго-востоку от города Кербен, административного центра района. Абсолютная высота — 1097 метров над уровнем моря.

## Население
Согласно оценочным данным Национального статистического комитета Кыргызской Республики, численность населения села на начало 2023 года составляла 2216 человек.
| год     | 2009 | 2014 | 2015 | 2020 | 2021 | 2023 |
| ------- | ---- | ---- | ---- | ---- | ---- | ---- |
| человек | 3310 | 3293 | 2562 | 2966 | 2979 | 2216 |